# Elgaria coerulea
Elgaria coerulea är en ödla från västra Nordamerika. Den förekommer längs stillahavskusten och i delar av Klippiga bergen från södra British Columbia till centrala Kalifornien. Den är en i en grupp nordamerikanska ödlor som på svenska benämns alligatorödla.

## Taxonomi
Den här ödlan var tidigare känd under det vetenskapliga namnet Gerrhonotus coeruleus (Wiegmann, 1828), men är numera beskriven som Elgaria coerulea. Det finns fyra underarter:
- E.c. coerulea (Wiegmann, 1828)
- E.c. palmeri (Stejneger, 1893)
- E.c. principis (Baird och Girard, 1852)
- E.c. shastensis (Fitch, 1934)

Som underarten E.c. principis är den en av fem ödlearter som förekommer i Kanada.

## Kännetecken
Den här ödlan når som fullväxt en längd på ungefär 25 centimeter, inklusive svansen. Den har en slank kroppsbyggnad och mörka ögon. Ödlan är brunaktig i färgen och har ofta mörkare fläckar som ibland är sammangående till tvärband. Buken är ljust grå. Ett kännetecken för ödlan är att den på kroppens sidor har ett skinnveck där de kölade fjällen på kroppens ovansida gränsar mot de släta fjällen på kroppens undersida. 

## Utbredning och habitat
Denna ödleart förekommer utmed Nordamerikas stillahavskust och i Klippiga bergen, från södra British Columbia och genom delstaten Washington, norra Idaho och västra Montana, samt söderut genom Oregon till centrala Kaliforniens kusttrakter och Sierra Nevadas bergstrakter. Den kan leva på upp till 3 350 meters höjd över havet. Habitatet varierar från skogar till bergstrakter och så kallad chaparral.
De fyra olika underarterna skiljer sig åt i geografisk utbredning. Den nordligaste och vidaste utbredningen har E.c. principis, som förekommer från södra British Columbia till norra Kalifornien. Underarten E.c. shastensis förekommer i norra Kalifornien. Underarten E.c. coerulea förekommer i centrala Kaliforniens kusttrakter, i området omkring San Francisco. Underarten E.c. palmeri har mer östlig utbredning och förekommer omkring Sierra Nevada.